# No hay burlas con el amor
No hay burlas con el amor es una obra de teatro de 1637 del dramaturgo español Pedro Calderón de la Barca.

## Argumento
El galán Don Juan de Mendoza se reúne con su amigo Don Alonso de Luna - célebre por sus conquistas femeninas - para pedirle consejo sobre la mejor forma de atraer la atención de la joven Doña Leonor, hija del despótico Don Pedro Enríquez. Don Alonso se apresta a ayudar, seduciendo a Doña Beatriz, persona de rígida moral , hermana mayor y guardiana de la moral de Leonor.

## Personajes
- Don Alonso de Luna, galán
- Don Juan de Mendoza, galán
- Moscatel, gracioso
- Don Luis, galán
- Don Diego, galán
- Don Pedro Enríquez, viejo y padre de las dos damas
- Doña Beatriz, dama
- Doña Leonor, dama
- Inés, criada

## Representaciones contemporáneas
A lo largo de los siglos XX y XXI la obra se ha representado en numerosas ocasiones sobre los escenarios españoles, pudiendo mencionarse las siguientes puestas en escena:
- Teatro Español, Madrid, 1911.
  - Versión: Francisco Fernández Villegas.[1]
  - Intérpretes: Amparo Villegas (Beatriz), Sra. Mendizábal (Leonor), Ricardo Calvo, Leovigildo Ruiz Tatay.

- Teatro Español, Madrid, 1920
  - Intérpretes: Ricardo Calvo, Carmen Seco, Josefina Roca, Fernando Porredón.

- Teatro Español, Madrid, 1963
  - Dirección: Cayetano Luca de Tena.
  - Escenografía: Emilio Burgos.
  - Intérpretes: Carmen Bernardos, Mari Paz Ballesteros, Alicia Hermida, Carlos Lemos, Javier Loyola, Miguel Ángel.

- Televisión española, Teatro de siempre, 14 de julio de 1967.
  - Dirección: Marcos Reyes Andrade.
  - Intérpretes: Sancho Gracia, María José Alfonso, José María Escuer, Tomás Blanco.

- Teatro Lara, Madrid, 1986.
  - Dirección: Manuel Canseco.
  - Adaptación: Domingo Miras.
  - Intérpretes: Juan Messeguer, Alberto Closas Jr., Luis San Narciso, Alejandro de la Fuente, Juan Miguel Ruiz, Luisa María Armenteros, Pilar Barrera, Lola Muñoz.

- Teatro de la Comedia, Madrid, 1998.
  - Dirección: Denis Rafter.
  - Adaptación: Rafael Pérez Sierra.
  - Intérpretes: Antonio Vico, Fernando Conde, Jacobo Dicenta, Blanca Portillo, José Caride, Carmen del Valle, Paula Soldevila.

- Jardines Galileo, Madrid, 2008.
  - Dirección: Manuel Canseco.
  - Adaptación: Domingo Miras.
  - Intérpretes: Gabriel Moreno (D. Alonso de Luna), Pablo Alonso (Moscatel), Alberto Closas Jr. (D. Juan de Mendoza), Pedro Forero (D. Luis de Osorio), Víctor Benedé (D. Diego), Cristina Palomo (Dª Leonor), Natalia Jara (Inés), Alejandra Torray (Dª Beatriz), Joan Llaneras (D. Pedro Enríquez).

- Centro Cultural Miguel Delibes, Valladolid, 2012.
  - Dirección y dramaturgia: Carlos Marchena.
  - Espacio escénico: Rodrigo Zaparaín.
  - Diseño de iluminación: Luis Perdiguero.
  - Vestuario: Laura Escribano.
  - Intérpretes: Ángel Martín (D. Alonso de Luna), Luis Heras (Moscatel), Alfredo Noval (D. Juan de Mendoza), Javier Bermejo (D. Luis de Osorio y D. Diego), Sheyla Niño (Dª Leonor), Raquel Varela (Inés), Silvia Herraiz (Dª Beatriz), José María Ureta (D. Pedro Enríquez).